# Paectes nyctichroma
Paectes nyctichroma är en fjärilsart som beskrevs av George Francis Hampson 1905. Paectes nyctichroma ingår i släktet Paectes och familjen nattflyn. Inga underarter finns listade i Catalogue of Life.